# Brett Harris
Brett Steven Harris (Arlington Heights, Illinois, 24 de junio de 1998), más conocido como Brett Harris, es un jugador profesional estadounidense de béisbol que se desempeña en la posición de tercera base en Athletics, equipo de las Grandes Ligas de Béisbol (MLB).

## Carrera
En 2024, Harris hizo su debut en la MLB con el equipo Athletics, donde lleva jugando una temporada.